# Barys Karasiou
Barys Barysawicz Karasiou (biał. Барыс Барысавіч Карасёў, ros. Борис Борисович Карасёв, Boris Borisowicz Karasiow; ur. 14 listopada 1973 w Mińsku) – białoruski piłkarz występujący na pozycji pomocnika lub napastnika.